# PKP SU42 sorozat
A PKP SU42 egy lengyel dízelmozdony-sorozat. A PKP üzemelteti.

## Bevenevek
A mozdonynak az alábbi beceneveket adták:
- Zebra – a festése miatt
- Vibrator – a vibráló motorja miatt
- Eleska – a gyári száma: Ls800
- Fablok – a gyártó után